# Collateral
Collateral er en amerikansk crime thrillerfilm fra 2004 instrueret, produceret og skrevet af Michael Mann. Filmen har Tom Cruise og Jamie Foxx i hovedrollerne. Foxx modtog meget ros og anerkendelse for sit portræt og blev bl.a. nomineret til en Oscar for bedste mandlige birolle, en BAFTA Award, en Golden Globe og en Black Reel Award. Desuden blev filmen nomineret til en Oscar for bedste klipning.

## Medvirkende
- Tom Cruise
- Jamie Foxx
- Mark Ruffalo
- Jada Pinkett Smith
- Javier Bardem

## Ekstern henvisning
- Collateral på Internet Movie Database (engelsk)
- Collateral på Filmdatabasen
- Collateral på Scope
- Collateral i Svensk Filmdatabas (svensk)
- Collateral på AlloCiné (fransk)
- Collateral på MovieMeter (nederlandsk)
- Collateral på AllMovie (engelsk)
- Collateral hos American Film Institute (engelsk)
- Collaterals profil hos Encyclopædia Britannica Online (engelsk)
- Collateral på Turner Classic Movies (engelsk)